# Comuna de Otyń
Otyń (polaco: Gmina Otyń) é uma gminy (comuna) na Polónia, na voivodia da Lubúsquia e no condado de Nowosolski. A sede do condado é a cidade de Otyń.
De acordo com os censos de 2004, a comuna tem 6038 habitantes, com uma densidade 65,9 hab/km².

## Área
Estende-se por uma área de 91,64 km², incluindo:
- área agricola: 45%
- área florestal: 44%

## Demografia
Dados de 30 de Junho 2004:
|                      | Total   | Total | Mulheres | Mulheres | Homens  | Homens |
| -------------------- | ------- | ----- | -------- | -------- | ------- | ------ |
|                      | pessoas | %     | pessoas  | %        | pessoas | %      |
| População            | 6038    | 100   | 2989     | 49,5     | 3049    | 50,5   |
| Densidade (pop./km²) | 65,9    | 100   | 32,6     | 32,6     | 33,3    | 33,3   |

De acordo com dados de 2002, o rendimento médio per capita ascendia a 1323,5 zł.

## Subdivisões
- Bobrowniki, Konradowo, Ługi-Czasław, Modrzyca, Niedoradz, Otyń, Zakęcie.

## Comunas vizinhas
- Bojadła, Kożuchów, Nowa Sól, Nowa Sól, Zabór, Zielona Góra